# Station Racour
Station Racour, was van 1893 tot 4 oktober 1959 een spoorwegstation op spoorlijn 147 (Landen-Tamines). Het station lag echter niet op het grondgebied van de gemeente Racour (Raatshoven), maar net over de gemeentegrens in Landen.
Het stationsgebouw is nu een beschermd monument. Het is gerestaureerd en een gedeelte ervan is beschikbaar als vakantiewoning (gîte). Op de bedding van de voormalige lijn 147 is een fiets- en wandelpad aangelegd. Ter hoogte van het station zijn echter enkele tientallen meter sporen behouden waar een paar oude spoorwagons zijn opgesteld.
0,0: Landen ·
3,8: Racour ·
6,1: Lincent ·
8,3: Maret ·
10,2: Orp ·
13,0: Jauche ·
16,5: Autre-Eglise ·
18,6: Ramillies ·
21,6: Petit-Rosière ·
25,3: Perwez ·
30,7: Grand-Leez-Thorembais ·
33,0: Sauvenière ·
36,3: Gembloers ·
38,6: Penteville ·
41,2: Corroy-le-Château ·
44,9: Sombreffe ·
47,5: Ligny Sud ·
51,7: Fleurus ·
54,6: Lambusart ·
57,1: Moignelée ·
Tamines-Alloux ·
60,5: Tamines